# Мейкон (Іллінойс)
Мейкон (англ. Macon) — місто (англ. city) в США, в окрузі Мейкон штату Іллінойс. Населення — 1177 осіб (2020).

## Географія
Мейкон розташований за координатами 39°42′41″ пн. ш. 88°59′47″ зх. д. / 39.71139° пн. ш. 88.99639° зх. д. (39.711346, -88.996464).  За даними Бюро перепису населення США в 2010 році місто мало площу 3,69 км², уся площа — суходіл.

## Демографія
Згідно з переписом 2010 року, у місті мешкало 1138 осіб у 474 домогосподарствах у складі 330 родин. Густота населення становила 308 осіб/км².  Було 514 помешкання (139/км²).
Расовий склад населення:
| - 98,2 % — білих - 0,4 % — корінних американців - 0,3 % — чорних або афроамериканців - 0,1 % — вихідців з тихоокеанських островів |

До двох чи більше рас належало 1,1 %. Частка іспаномовних становила 1,1 % від усіх жителів.
За віковим діапазоном населення розподілялося таким чином: 23,5 % — особи молодші 18 років, 61,7 % — особи у віці 18—64 років, 14,8 % — особи у віці 65 років та старші. Медіана віку мешканця становила 40,5 року. На 100 осіб жіночої статі у місті припадало 99,6 чоловіків;  на 100 жінок у віці від 18 років та старших — 98,0 чоловіків також старших 18 років.
Середній дохід на одне домашнє господарство  становив 56 904 долари США (медіана — 45 486), а середній дохід на одну сім'ю — 63 887 доларів (медіана — 63 864). Медіана доходів становила 46 719 доларів для чоловіків та 34 063 долари для жінок. За межею бідності перебувало 12,3 % осіб, у тому числі 17,3 % дітей у віці до 18 років та 0,9 % осіб у віці 65 років та старших.
Цивільне працевлаштоване населення становило 604 особи. Основні галузі зайнятості: освіта, охорона здоров'я та соціальна допомога — 23,2 %, виробництво — 18,4 %, роздрібна торгівля — 13,2 %, науковці, спеціалісти, менеджери — 11,4 %.